# گوکک
گوکک (به انگلیسی: Gokak) یک زیستگاه انسانی در هند است که در ناحیه بلگاوم واقع شده‌است.

## خصوصیات
گوکک ۳۳٫۰۵ کیلومترمربع مساحت و ۱۳۵٬۷۷۳ نفر جمعیت دارد و ۵۷۰ متر بالاتر از سطح دریا واقع شده‌است.

## نگارخانه

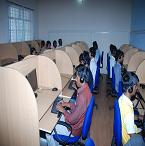
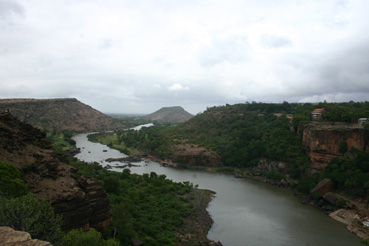
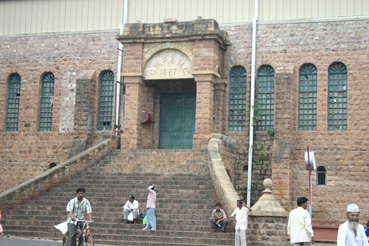
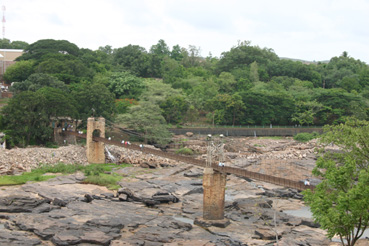
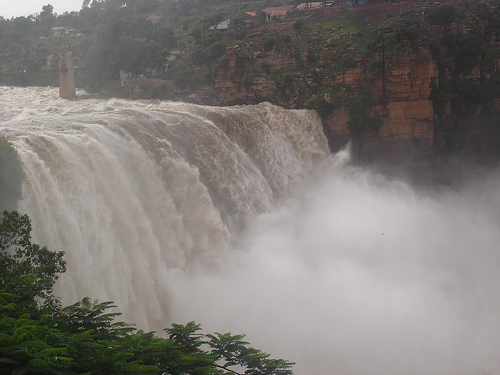
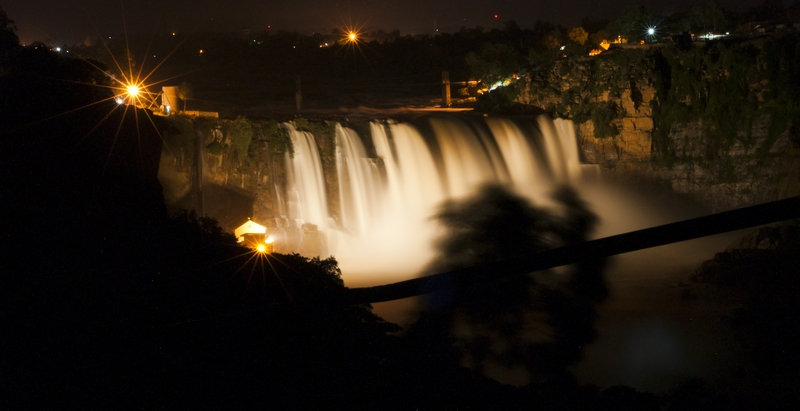